# Anne Ingelbrecht
Anne Ingelbrecht is een Vlaams regisseur. Zij werkte mee aan enkele Vlaamse televisieseries. Daarnaast regisseert ze ook toneelstukken.

## Carrière
Ingelbrecht werkte als regisseur mee aan volgende producties:
- Niet voor Publikatie (1994)
- Heterdaad (1996)
- Flikken (1999)
- F.C. De Kampioenen (2006-2007)